# Leptosphaeria pratensis
Leptosphaeria pratensis är en svampart som beskrevs av Sacc. & Briard 1885. Enligt Catalogue of Life ingår Leptosphaeria pratensis i släktet Leptosphaeria,  och familjen Leptosphaeriaceae, men enligt Dyntaxa är tillhörigheten istället släktet Leptosphaeria,  och familjen Phaeosphaeriaceae. Arten är reproducerande i Sverige. Inga underarter finns listade i Catalogue of Life.